# سدیم تری‌متیل‌سیلوکسید
سدیم تری‌متیل‌سیلوکسید سیلوکسید یک ترکیب ارگانوسیلیکون با فرمول NaOSi (CH 3) 3  است. این ماده نمک سدیم پایه مزدوج است که از تری‌متیل‌سیلانول به دست می‌آید. این ماده یک جامد سفید رنگ است و ساختار مولکولی آن از یک خوشه با پیوندهای Na-O-Na بر اساس ترکیبات نزدیک مرتبط تشکیل شده‌است.
از این نمک برای تهیه کمپلکس‌های تری‌متیل سیلوکسید توسط متاتز نمک استفاده می‌شود. تری‌متیل‌سیلوکسید یک سودوهالید چربی‌دوست است.
این ماده منبعی از دیانیون اکسید است.

## ترکیبات مرتبط
- سدیم سیلوکس، NaOSi (CMe 3) 3 (Me = CH 3)
- تری متیل سیلانولات پتاسیم[۷]